# ZIP-FM HEAD LINE NEWS、WEATHER INFORMATION、TRAFFIC INFORMATION
『ZIP-FM NEWS、WEATHER INFORMATION、TRAFFIC INFORMATION』（ジップエフエム　ニュース、ウェザーインフォメーション、トラフィックインフォメーション）とは、ZIP-FMで一日数回放送されているニュース、天気、交通情報などの生活情報のコーナーの総称とする報道ミニ番組である。タイムテーブルに記述あり。

## 内容
普段、放送されているコーナーは主にこの4つである。その他、愛知県内の県政・広報・広聴・日本国内の国政情報や冬季のスキー場情報やZippie（リスナー）の年齢・誕生日やスポーツ情報等が放送される（後述）。
News （ニュース）
約2分間のニュース。「ZIP-FM News.」のサウンドロゴで開始し、アナウンサーが伝える。平日 8回、金曜 7回、土曜 5回、日曜 2回。ニュースの放送ダイヤは平日と金曜と休日（土曜・日曜・祝日・ゴールデンウィーク・8月13日 - 8月16日のお盆・12月30日 - 1月4日の年末年始）と分かれており、休日の付かない平日のみ東京株式市場の株価情報も伝える。また各番組内で震度4以上の地震が発生した場合やニュース速報および選挙速報が入った場合は、ナビゲーター（アーティストプログラムはアーティスト）が地震情報やニュース速報と選挙速報を伝え、後日にNews内でニュース速報や各地の震度情報をアナウンサーが伝えることもある。
Weather Information（ウェザー・インフォメーション）
約2分間の気象情報（天気予報）。「ZIP-FM Weather Information.」のサウンドロゴで開始し、アナウンサーが伝える。平日 9回、金曜 8回、土曜 4回、日曜 2回。愛知県の県域局でありながら、東海地方（愛知県・岐阜県・三重県）全域の気象情報を届けている。また場合によっては静岡県西部・長野県南部・滋賀県全域の気象情報をアナウンサーが伝える場合や番組内で東海地方（愛知・岐阜・三重）の警報・注意報や避難情報や土砂災害注意情報や竜巻注意情報等が発令した場合や台風や大雪情報が発令された場合はナビゲーター（アーティストプログラムはアーティスト）が伝える場合がある。
Traffic Information （トラフィック・インフォメーション）
約2分間の交通情報。「ZIP-FM Traffic Information.」のサウンドロゴで開始。JARTICの担当者が伝える。平日 11回、金曜 12回、土曜 7回、日曜 6回。また、鉄道情報（事故による不通・遅延や台風等の災害における運休予定）はナビゲーターが番組内で伝える場合がある。
Radio Shopping（ラジオショッピング）
約5分間の商品における通販情報。ラジオショッピングの担当者がナビゲーターへ電話で伝える。平日 5回（はぴねすくらぶ 2回、ジャパネットたかた 1回、シーエスシー 2回）、金曜 5回（快適生活1回、シーエスシー 1回、はぴねすくらぶ 3回）、土曜・日曜・年末年始および祝日、ゴールデンウィークとお盆の一部を除き放送休止。
ホリデースペシャルの時には、放送時間及び回数が異なる。通常放送時刻については後述。
原則としてTraffic Informationは19時台以降、NewsとWeather Informationは20時台以降（夜7時に全国ネットのホリデースペシャルがある祝日はNewsは18時台以降、Weather Informationは19時台以降、土曜はWeather Informationは18時台以降、Newsは19時台以降、日曜はNewsとWeather Informationは13時台以降、Traffic informationは18時台以降）の番組およびカウントダウン番組（ZIP HOT 100）やサーフボードプログラム等の各番組内ではこれらのコーナーは放送されない。
また番組放送中のニュースと天気の前後にナビゲーターが担当アナウンサーとのクロストークが実施されているのは『FRIDAY MUSIC PUZZLE』のWeather Informationのみでそれ以外の番組では実施されない。
また、ホリデースペシャル内では、原則として全国ネット番組や収録番組を除きTraffic Informationのみの放送となる。その分、平日ではその前後に放送されているBEATNIK JUNCTION内等で全てのコーナーがオンエアされる。平日は主にNewsとWeather Informationが多く放送され、金曜はTraffic Informationが多く放送される。平日・金曜 19時台でホリデースペシャルを放送する場合はNewsは17:12(金曜は17:23)・Weather informationは18:15(金曜は18:41)を持って最終版となる。かつて、ニュースと天気予報は平日・日曜は21時台、金曜・土曜は20時台が最終版となっていた。また、ニュースや天気予報および最新の交通情報はナビゲーターが各番組内で伝えることもある。さらに、日曜日の場合はWeather informationの最終版で明日の予報も伝えられる。

## 放送時間
以下は2025年8月現在のものである。

### News
|    | 平日 （月 - 木） | 金曜  | 土曜  | 日曜  |
| 7  | 07:19            | 07:19 |       |       |
| 8  | 08:36            | 08:36 |       |       |
| 9  |                  |       | 09:45 | 09:36 |
| 10 | 10:31            | 10:31 | 10:46 |       |
| 11 |                  |       |       |       |
| 12 | 12:15            | 12:11 | 12:42 | 12:39 |
| 13 |                  |       |       |       |
| 14 | 14:15            |       |       |       |
| 15 |                  | 15:46 | 15:01 |       |
| 16 | 16:00            |       |       |       |
| 17 | 17:18            | 17:23 |       |       |
| 18 |                  |       | 18:28 |       |
| 19 | 19:15            | 19:26 |       |       |

### Weather Information
|    | 平日 （月 - 木） | 金曜  | 土曜  | 日曜  |
| 7  | 07:21            | 07:21 |       |       |
| 8  | 08:17            | 08:17 | 08:33 | 08:45 |
| 9  | 09:15            | 09:15 |       |       |
| 10 |                  |       |       |       |
| 11 | 11:17            | 11:20 | 11:22 |       |
| 12 |                  |       |       | 12:15 |
| 13 | 13:20            | 13:16 | 13:16 |       |
| 14 |                  |       |       |       |
| 15 | 15:16            |       |       |       |
| 16 | 16:40            | 16:40 |       |       |
| 17 |                  |       | 17:07 |       |
| 18 | 18:17            | 18:41 |       |       |
| 19 | 19:17            | 19:28 |       |       |

### Traffic Information
|    | 月 - 木 | 金    | 土    | 日    |
| 7  | 07:15   | 07:15 |       | 07:33 |
| 8  | 08:19   | 08:19 | 08:35 | 08:15 |
| 9  | 09:17   | 09:17 | 09:45 | 09:36 |
| 10 | 10:33   | 10:33 |       |       |
| 11 | 11:19   | 11:22 | 11:24 | 11:15 |
| 12 | 12:16   | 12:13 | 12:44 | 12:41 |
| 13 | 13:22   | 13:18 | 13:18 |       |
| 14 | 14:17   | 14:47 |       |       |
| 15 | 15:16   | 15:48 | 15:03 |       |
| 16 | 16:42   | 16:42 |       | 16:15 |
| 17 | 17:15   | 17:25 |       | 17:12 |
| 18 | 18:40   | 18:43 | 18:30 |       |

### Winter Wonderland,Snow Information
Winter Wonderlandは約13分間、Snow Infomationは約3分間のスキー場の天気・積雪情報。「ZIP-FM Winter Wonderland.」および「ZIP-FM Snow Information.」の各サウンドロゴで開始し、Winter Wonderlandはナビゲーターが、Snow Informationはアナウンサーがそれぞれ伝える。Winter Wonderlandは毎年12月中旬 - 2月中旬、Snow Informationは毎年12月中旬 - 3月初旬に放送されている。また、Snow InformationのBGMにはDIMENSIONの「High Brow」が使用されている。なお、2021-2022シーズンはWinter Wonderlandが金曜日のみ、Snow Informationは土日の放送となり、平日は放送されないことになった。
Winter Wonderland
- 金曜 - 12:17 - 12:37（FRIDAY MUSIC PUZZLE内）

Snow Information
- 土曜 - 7:55 - 7:57:30（WEEKEND SMILE内）
- 日曜 - 7:55 - 7:57:30（otonationary内）

### Parking Information
栄・久屋大通、名古屋駅付近の駐車場情報。週末と12月29日から1月4日まで放送されていたが、2019年3月31日(日)に終了し、現在は放送されていない。
- 土曜 - 12:33
- 日曜 - 12:48
- 12月29日から1月4日まで - 12:48

### World Pop Eye
約3分間の国際ニュース。「World Pop Eye.」のサウンドロゴで開始。ナビゲーターが伝える。毎週平日と金曜に放送されている。
- 平日・金曜 - 7:25 - 7:28:30

### Toyota Boshoku Sports Tips
約5分間のスポーツ情報。「Toyota Boshoku Sports Tips.」の各サウンドロゴで開始。ナビゲーターが伝える。毎週平日と金曜に放送されている。
- 平日・金曜 - 7:28:30 - 7:32

### Aichi Sunday Tips
約3分間の愛知県内の県政・広報・広聴・日本国内の国政情報。「Aichi Sunday Tips.」のサウンドロゴで開始し、アナウンサーが伝える。毎月第1・3日曜に放送されている。
- 第1・3日曜 - 7:23 - 7:25

### Hanacupid Birthday Club
約5分間のZippie（リスナー）の年齢・誕生日情報。「Hanacupid Birthday Club.」のサウンドロゴで開始。ナビゲーターが伝える。毎週金曜に放送されている。
- 金曜 - 18:36 - 18:40

### Yellow Hat Car Life Navigation
約5分間の愛車・車のメンテナンス情報。「Yellow Hat Car Life Navigation.」のサウンドロゴで開始。ナビゲーターが伝える。毎週日曜に放送されている。
- 日曜 - 11:06 - 11:12

## スポンサー
スポンサーがある場合はサウンドロゴの最後に「brought to you by （スポンサー名）」を付け、CMは開始時に原則的に一週間以内に同一の音声（ただし、固定されているスポンサーと日替わりにされているスポンサーを除く）CMが流され、一週間経つごとに交代していくようになっている。CM終了明けに「（Information名） has been brought to you by （スポンサー名）」で締めくくられる。尚ノンスポンサーの時は締めくくりのサウンドロゴは流されない。
スポンサーダイヤはタイムシグナルと同じく平日・金曜および土日と分かれており、平日・金曜は時間帯でスポンサーが異なるが、土日は一部を除き1日通して同一スポンサーである。(土曜日は13時台と19時台のWeather Informationを除く全ての時間帯を長谷工コーポレーション/マウスコンピューター、ユピテル、メイスイ。日曜日は全ての時間帯をマウスコンピューター、愛知トヨタ、メイスイ。)また、時間帯によってノンスポンサーのときがある。なお、ノンスポンサー枠は年末年始、ゴールデンウィーク、お盆の期間中に突発的にスポンサーがつく場合がある。

## 担当アナウンサー
Headline News / Weather Information
以下は2024年04月現在のものである。自己紹介は名字のみである。
| 時間帯        | 月曜日     | 火・金曜日 | 水曜日                    | 木曜日   | 土曜日     | 日曜日                    |
| ------------- | ---------- | ---------- | ------------------------- | -------- | ---------- | ------------------------- |
| 07:00 - 14:00 | 橋本美穂   | 松本亜梨   | 秋田久美子                | 橋本美穂 | 川又真紀子 | 迫田藍子水島奈緒 （隔週） |
| 14:00 - 20:00 | 秋田久美子 | 迫田藍子   | 松本亜梨水島奈緒 （隔週） | 橋本美穂 | 松本亜梨   | ――                        |

※ただし日によっては、担当するアナウンサーが異なる場合もある。
補足
1. 1 2 3  松本あり NTBタレントプロフィール
2. 1 2  秋田久美子 NTBタレントプロフィール
3. ↑  川又真紀子 NTBタレントプロフィール
4. 1 2  迫田藍子 NTBタレントプロフィール
5. 1 2  水島奈緒 NTBタレントプロフィール